# Trou du dragon
Le Trou du dragon est un « trou bleu », c'est-à-dire un gouffre marin, situé dans les eaux des Îles Paracels en mer de Chine méridionale.

## Description
Surnommé Longdong ou « Trou du dragon » par les Chinois, il se présente sous la forme d’une immense cavité calcaire de 300,89 mètres de profondeur et de plus de 100 mètres de diamètre. Sa profondeur reste toutefois à confirmer par d'autres recherches.

## Formation
Selon les théories actuelles[réf. souhaitée], ces gouffres sont apparus pendant la précédente période de glaciation, lorsque le niveau de la mer se situait à une centaine de mètres plus bas par rapport au repère actuel. Il s’agit plus précisément de vastes cavités souterraines et calcaires creusées dans les roches par l’infiltration des pluies acides dans le sol. Avec le temps, elles se sont agrandies jusqu’à ce que leur plafond s’effondre laissant à découvert ces remarquables gouffres ensuite recouverts par la mer lors de la montée des eaux.

## Étude
Pour en savoir plus au sujet du trou bleu, les chercheurs chinois ont mené une vaste étude de terrain entre août 2015 et juin 2016. Durant des mois, ils ont utilisé plusieurs instruments et caméras sous-marines pour tenter d’estimer les dimensions du gouffre et en déceler les secrets.
[réf. souhaitée]